# Пеликан-Лейк (тауншип, Миннесота)
Пеликан-Лейк (англ. Pelican Lake) — тауншип в округе Грант, Миннесота, США. На 2000 год его население составило 425 человек.

## География
По данным Бюро переписи населения США площадь тауншипа составляет 91,7 км², из которых 70,3 км² занимает суша, а 21,3 км² — вода (23,23 %).

## Демография
По данным переписи населения 2000 года здесь находились 425 человек, 169 домохозяйств и 130 семей.  Плотность населения —  6,0 чел./км².  На территории тауншипа расположено 367 построек со средней плотностью 5,2 построек на один квадратный километр. Расовый состав населения: 97,65 % белых и 2,35 % приходится на две или более других рас.
Из 169 домохозяйств в 29,6 % воспитывались дети до 18 лет, в 71,6 % проживали супружеские пары, в 3,0  проживали незамужние женщины и в 22,5 % домохозяйств проживали несемейные люди. 18,3 % домохозяйств состояли из одного человека, при том 7,1 % из — одиноких пожилых людей старше 65 лет. Средний размер домохозяйства — 2,51, а семьи — 2,86 человека.
24,9 % населения — младше 18 лет, 4,0 % — в возрасте от 18 до 24 лет, 20,7 % — от 25 до 44, 32,0 % — от 45 до 64, и 18,4 % — старше 65 лет. Средний возраст — 45 лет. На каждые 100 женщин приходилось 105,3 мужчин.  На каждые 100 женщин старше 18 приходилось 111,3 мужчин.
Средний годовой доход домохозяйства составлял 36 667 долларов, а средний годовой доход семьи —  37 308 долларов. Средний доход мужчин —  27 292  доллара, в то время как у женщин — 18 750. Доход на душу населения составил 18 329 долларов. За чертой бедности находились 5,6 % семей и 7,0 % всего населения тауншипа, из которых 4,7 % младше 18 и 7,5 % старше 65 лет.